# Fußball-Club St. Pauli von 1910 1978-1979
Questa voce raccoglie le informazioni riguardanti il Fußball-Club St. Pauli von 1910 nelle competizioni ufficiali della stagione 1978-1979.

## Stagione
Nella stagione 1978-1979 il St. Pauli, allenato da Sepp Piontek, concluse il campionato di 2. Bundesliga al 6º posto. In Coppa di Germania il St. Pauli fu eliminato al secondo turno dal TuS Neuendorf.

## Rosa
| N. |                     | Ruolo | Calciatore        |
| -- | ------------------- | ----- | ----------------- |
|    | Germania (bandiera) | P     | Reinhard Rietzke  |
|    | Germania (bandiera) | P     | Jürgen Rynio      |
|    | Germania (bandiera) | D     | Jens-Peter Box    |
|    | Germania (bandiera) | D     | Dietmar Demuth    |
|    | Germania (bandiera) | D     | Gino Ferrin       |
|    | Germania (bandiera) | D     | Walter Frosch     |
|    | Germania (bandiera) | D     | Holger Hieronymus |
|    | Germania (bandiera) | D     | Franz Mathieu     |
|    | Germania (bandiera) | C     | Holger Gerwalt    |
|    | Germania (bandiera) | C     | Frank Hannemann   |
|    | Germania (bandiera) | C     | Rolf Höfert       |

| N. |                      | Ruolo | Calciatore          |
| -- | -------------------- | ----- | ------------------- |
|    | Germania (bandiera)  | C     | Reenald Koch        |
|    | Germania (bandiera)  | C     | Butje Rosenfeld     |
|    | Germania (bandiera)  | C     | Martin Stecker      |
|    | Danimarca (bandiera) | C     | Niels Tune-Hansen   |
|    | Germania (bandiera)  | C     | Klaus Winkler       |
|    | Germania (bandiera)  | A     | Horst Feilzer       |
|    | Germania (bandiera)  | A     | Gerd Grau           |
|    | Germania (bandiera)  | A     | Dieter Kawohl       |
|    | Serbia (bandiera)    | A     | Stjepan Milardovic  |
|    | Germania (bandiera)  | A     | Horst Neumann       |
|    | Germania (bandiera)  | A     | Christopher Pätzold |

## Organigramma societario
Area tecnica
- Allenatore: Sepp Piontek
- Allenatore in seconda:
- Preparatore dei portieri:
- Preparatori atletici:

## Calciomercato

### Sessione estiva
| Acquisti | Acquisti          | Acquisti                     | Acquisti |
| R.       | Nome              | da                           | Modalità |
| -------- | ----------------- | ---------------------------- | -------- |
| A        | Arno Steffenhagen | Chicago Sting                |          |
| C        | Frank Hannemann   | Hertha Zehlendorf (juniores) |          |

| Cessioni | Cessioni          | Cessioni           | Cessioni |
| R.       | Nome              | a                  | Modalità |
| -------- | ----------------- | ------------------ | -------- |
| A        | Arno Steffenhagen | Chicago Sting      |          |
| C        | Rolf Blau         | Bochum             |          |
| A        | Franz Gerber      | Monaco 1860        |          |
| C        | Siegmund Malek    | Barmbek-Uhlenhorst |          |
| C        | Manfred Mannebach | Rot-Weiss Essen    |          |
| C        | Walter Oswald     | Bochum             |          |
| D        | Rudolf Sturz      | Monaco 1860        |          |

### Sessione invernale
| Acquisti | Acquisti | Acquisti | Acquisti |
| R.       | Nome     | da       | Modalità |
| -------- | -------- | -------- | -------- |

| Cessioni | Cessioni         | Cessioni        | Cessioni |
| R.       | Nome             | a               | Modalità |
| -------- | ---------------- | --------------- | -------- |
| C        | Klaus Beverungen | Westfalia Herne |          |

## Risultati

### 2. Bundesliga

#### Girone di andata
| Aquisgrana 28 luglio 1978 1ª giornata | Alemannia Aquisgrana | 0 – 0 referto | St. Pauli | Stadio Tivoli (16 000 spett.)\| Arbitro: \| Wuttke \| |
| Arbitro:                              | Wuttke               |               |           |                                                       |

| Arbitro: | Kornrumpf |

|                   |           |                                    |
| Demuth 89’ (rig.) | Marcatori | 21’, 53’ Lüttges 56’, 58’ Mattsson |

| Arbitro: | Reichmann |

|                      |           |                                                   |
| Racine 32’ Prill 35’ | Marcatori | 15’, 68’ Beverungen 42’ Rosenfeld 85’ Tune-Hansen |

| Arbitro: | Schön |

|                     |           |  |
| Beverungen 39’, 67’ | Marcatori |  |

| Arbitro: | Kasperowski |

|             |           |            |
| Ochmann 64’ | Marcatori | 75’ Demuth |

| Arbitro: | Broska |

|                               |           |           |
| Beverungen 21’ Milardovic 46’ | Marcatori | 52’ Graul |

| Arbitro: | Wuttke |

|                                           |           |  |
| Herzog 40’ (rig.) Scheinert 44’ Szech 80’ | Marcatori |  |

| Arbitro: | Glasneck |

|                                                          |           |           |
| Beverungen 38’ Hoffmann 41’ (aut.) Steffenhagen 67’, 74’ | Marcatori | 8’ Mrosko |

| Arbitro: | Topolewski |

|                      |           |                  |
| Witt 84’ Stelzer 88’ | Marcatori | 67’ Steffenhagen |

| Arbitro: | Teichert |

|                                |           |                         |
| Hannemann 27’ Steffenhagen 54’ | Marcatori | 75’ Nordmann 81’ Schock |

| Arbitro: | Milkert |

|           |           |             |
| Fagot 60’ | Marcatori | 63’ Feilzer |

| Arbitro: | Roth |

|  |           |                              |
|  | Marcatori | 83’ Stolzenburg 89’ Sprenger |

| Arbitro: | Eschenbach |

|              |           |                |
| Hannemann 5’ | Marcatori | 29’ Jendrossek |

| Arbitro: | Brückner |

|          |           |                        |
| Rothe 9’ | Marcatori | 5’ Feilzer 30’ Neumann |

| Arbitro: | Zittrich |

|                                                      |           |             |
| Tune-Hansen 8’ Elm 10’ (aut.) Höfert 30’ Neumann 62’ | Marcatori | 80’ Seegler |

| Arbitro: | Teichert |

|                                                      |           |                |
| Bönighausen 17’, 51’ Berlau-Kirschstein 55’ Mill 68’ | Marcatori | 27’ Beverungen |

| Arbitro: | Mölm |

|                                     |           |                 |
| Beverungen 10’, 37’ Tune-Hansen 82’ | Marcatori | 63’ Clute-Simon |

| Arbitro: | Assenmacher |

|  |           |                             |
|  | Marcatori | 61’ Tune-Hansen 90’ Neumann |

| Arbitro: | Filipiak |

|            |           |  |
| Höfert 35’ | Marcatori |  |

#### Girone di ritorno
| Amburgo 24 aprile 1979 20ª giornata | St. Pauli | 0 – 0 referto | Alemannia Aquisgrana | Wilhelm-Koch-Stadion (900 spett.)\| Arbitro: \| Gabor \| |
| Arbitro:                            | Gabor     |               |                      |                                                          |

| Arbitro: | Wichmann |

|                  |           |  |
| Lüttges 10’, 78’ | Marcatori |  |

| Arbitro: | Roth |

|                                                        |           |            |
| Feilzer 12’ Gerwalt 59’ Demuth 66’, 68’ Milardovic 77’ | Marcatori | 85’ Müller |

| Arbitro: | Glasneck |

|                       |           |                        |
| Hammes 7’ Schmitt 13’ | Marcatori | 16’ Neumann 70’ Frosch |

| Amburgo 24 maggio 1979 24ª giornata | St. Pauli | 0 – 0 referto | Westfalia Herne | Wilhelm-Koch-Stadion (1 000 spett.)\| Arbitro: \| Osmers \| |
| Arbitro:                            | Osmers    |               |                 |                                                             |

| Arbitro: | Broska |

|                      |           |  |
| Mödrath 12’ Goll 86’ | Marcatori |  |

| Arbitro: | Heitmann |

|             |           |             |
| Neumann 61’ | Marcatori | 78’ Brücken |

| Arbitro: | Burgers |

|  |           |                           |
|  | Marcatori | 11’ Rosenfeld 21’ Feilzer |

| Arbitro: | Risse |

|                                          |           |  |
| Gerwalt 21’, 84’ Neumann 56’ Feilzer 62’ | Marcatori |  |

| Arbitro: | Heymann |

|                     |           |                         |
| Schock 17’ Berg 55’ | Marcatori | 25’ Feilzer 53’ Neumann |

| Arbitro: | Topolewski |

|             |           |  |
| Neumann 73’ | Marcatori |  |

| Berlino 16 aprile 1979 31ª giornata | TeBe Berlino | 0 – 0 referto | St. Pauli | Stadio Olimpico (2 500 spett.)\| Arbitro: \| Schön \| |
| Arbitro:                            | Schön        |               |           |                                                       |

| Arbitro: | Burgers |

|                                      |           |  |
| Langer 36’ Jendrossek 51’ Hermes 54’ | Marcatori |  |

| Arbitro: | Lins |

|                            |           |                  |
| Hieronymus 10’ Neumann 35’ | Marcatori | 53’ Wischniewski |

| Arbitro: | Milkert |

|          |           |  |
| Hupe 30’ | Marcatori |  |

| Arbitro: | Kespohl |

|                           |           |            |
| Hieronymus 77’ Demuth 81’ | Marcatori | 41’ Herget |

| Arbitro: | Zittrich |

|              |           |                                      |
| Lopatenko 5’ | Marcatori | 56’ Hannemann 81’ Frosch 89’ Neumann |

| Arbitro: | Mölm |

|  |           |           |
|  | Marcatori | 87’ Sagna |

| Arbitro: | Roth |

|                                        |           |  |
| Gede 22’ Petković 36’, 46’ Schütte 63’ | Marcatori |  |

### Coppa di Germania
| Arbitro: | Gabor |

|                                              |           |  |
| Hieronymus 105’ Feilzer 116’ Milardovic 118’ | Marcatori |  |

| Arbitro: | Linz |

|                 |           |                        |
| Tune-Hansen 82’ | Marcatori | 14’ Schmitt 52’ Knaudt |

## Statistiche

### Statistiche di squadra
| Competizione      | Punti | In casa | In casa | In casa | In casa | In casa | In casa | In trasferta | In trasferta | In trasferta | In trasferta | In trasferta | In trasferta | Totale | Totale | Totale | Totale | Totale | Totale | DR |
| Competizione      | Punti | G       | V       | N       | P       | Gf      | Gs      | G            | V            | N            | P            | Gf           | Gs           | G      | V      | N      | P      | Gf     | Gs     | DR |
| ----------------- | ----- | ------- | ------- | ------- | ------- | ------- | ------- | ------------ | ------------ | ------------ | ------------ | ------------ | ------------ | ------ | ------ | ------ | ------ | ------ | ------ | -- |
| 2. Bundesliga     | 43    | 19      | 11      | 5       | 3       | 35      | 18      | 19           | 5            | 6            | 8            | 21           | 31           | 38     | 16     | 11     | 11     | 56     | 49     | +7 |
| Coppa di Germania | -     | 2       | 1       | 0       | 1       | 4       | 2       | 0            | 0            | 0            | 0            | 0            | 0            | 2      | 1      | 0      | 1      | 4      | 2      | +2 |
| Totale            | 43    | 21      | 12      | 5       | 4       | 39      | 20      | 19           | 5            | 6            | 8            | 21           | 31           | 40     | 17     | 11     | 12     | 60     | 51     | +9 |

### Andamento in campionato
| Giornata  | 1  | 2  | 3  | 4 | 5 | 6 | 7 | 8 | 9 | 10 | 11 | 12 | 13 | 14 | 15 | 16 | 17 | 18 | 19 | 20 | 21 | 22 | 23 | 24 | 25 | 26 | 27 | 28 | 29 | 30 | 31 | 32 | 33 | 34 | 35 | 36 | 37 | 38 |
| --------- | -- | -- | -- | - | - | - | - | - | - | -- | -- | -- | -- | -- | -- | -- | -- | -- | -- | -- | -- | -- | -- | -- | -- | -- | -- | -- | -- | -- | -- | -- | -- | -- | -- | -- | -- | -- |
| Luogo     | T  | C  | T  | C | T | C | T | C | T | C  | T  | C  | C  | T  | C  | T  | C  | T  | C  | C  | T  | C  | T  | C  | T  | C  | T  | C  | T  | C  | T  | T  | C  | T  | C  | T  | C  | T  |
| Risultato | N  | P  | V  | V | N | V | P | V | P | N  | N  | P  | N  | V  | V  | P  | V  | V  | V  | N  | P  | V  | N  | N  | P  | N  | V  | V  | N  | V  | N  | P  | V  | P  | V  | V  | P  | P  |
| Posizione | 11 | 19 | 12 | 6 | 8 | 4 | 7 | 6 | 8 | 8  | 8  | 10 | 11 | 7  | 5  | 5  | 5  | 5  | 4  | 4  | 4  | 4  | 4  | 4  | 5  | 5  | 5  | 5  | 6  | 5  | 5  | 6  | 6  | 6  | 6  | 6  | 6  | 6  |

Legenda:

Luogo: C = Casa; T = Trasferta. Risultato: V = Vittoria; N = Pareggio; P = Sconfitta.

### Statistiche dei giocatori
| Giocatore       | 2. Bundesliga | 2. Bundesliga | 2. Bundesliga | 2. Bundesliga | Coppa di Germania | Coppa di Germania | Coppa di Germania | Coppa di Germania | Totale   | Totale | Totale      | Totale     |
| Giocatore       | Presenze      | Reti          | Ammonizioni   | Espulsioni    | Presenze          | Reti              | Ammonizioni       | Espulsioni        | Presenze | Reti   | Ammonizioni | Espulsioni |
| --------------- | ------------- | ------------- | ------------- | ------------- | ----------------- | ----------------- | ----------------- | ----------------- | -------- | ------ | ----------- | ---------- |
| K. Beverungen   | 17            | 9             | 1             | 0             | 2                 | 0                 | 0                 | 0                 | 19       | 9      | 1           | 0          |
| J. Box          | 31            | 0             | 2             | 0             | 2                 | 0                 | 0                 | 0                 | 33       | 0      | 2           | 0          |
| D. Demuth       | 36            | 5             | 5             | 0             | 2                 | 0                 | 1                 | 0                 | 38       | 5      | 6           | 0          |
| H. Feilzer      | 31            | 6             | 0             | 0             | 2                 | 1                 | 0                 | 0                 | 33       | 7      | 0           | 0          |
| G. Ferrin       | 29            | 0             | 1             | 2             | 2                 | 0                 | 0                 | 0                 | 31       | 0      | 1           | 2          |
| W. Frosch       | 25            | 2             | 9             | 0             | 0                 | 0                 | 0                 | 0                 | 25       | 2      | 9           | 0          |
| H. Gerwalt      | 22            | 3             | 0             | 0             | 0                 | 0                 | 0                 | 0                 | 22       | 3      | 0           | 0          |
| G. Grau         | 11            | 0             | 0             | 0             | 1                 | 0                 | 0                 | 0                 | 12       | 0      | 0           | 0          |
| F. Hannemann    | 22            | 3             | 0             | 0             | 1                 | 0                 | 0                 | 0                 | 23       | 3      | 0           | 0          |
| H. Hieronymus   | 30            | 2             | 2             | 0             | 2                 | 1                 | 0                 | 0                 | 32       | 3      | 2           | 0          |
| R. Höfert       | 12            | 2             | 2             | 0             | 1                 | 0                 | 0                 | 0                 | 13       | 2      | 2           | 0          |
| D. Kawohl       | 1             | 0             | 0             | 0             | 0                 | 0                 | 0                 | 0                 | 1        | 0      | 0           | 0          |
| R. Koch         | 4             | 0             | 0             | 0             | 0                 | 0                 | 0                 | 0                 | 4        | 0      | 0           | 0          |
| F. Mathieu      | 20            | 0             | 4             | 0             | 0                 | 0                 | 0                 | 0                 | 20       | 0      | 4           | 0          |
| S. Milardovic   | 17            | 2             | 1             | 0             | 2                 | 1                 | 0                 | 0                 | 19       | 3      | 1           | 0          |
| H. Neumann      | 37            | 10            | 4             | 0             | 2                 | 0                 | 0                 | 0                 | 39       | 10     | 4           | 0          |
| C. Pätzold      | 0             | 0             | 0             | 0             | 0                 | 0                 | 0                 | 0                 | 0        | 0      | 0           | 0          |
| R. Rietzke      | 2             | 0             | 0             | 0             | 0                 | 0                 | 0                 | 0                 | 2        | 0      | 0           | 0          |
| B. Rosenfeld    | 34            | 2             | 3             | 0             | 2                 | 0                 | 1                 | 0                 | 36       | 2      | 4           | 0          |
| J. Rynio        | 37            | 0             | 0             | 0             | 2                 | 0                 | 0                 | 0                 | 39       | 0      | 0           | 0          |
| M. Stecker      | 2             | 0             | 0             | 0             | 0                 | 0                 | 0                 | 0                 | 2        | 0      | 0           | 0          |
| A. Steffenhagen | 8             | 4             | 1             | 0             | 0                 | 0                 | 0                 | 0                 | 8        | 4      | 1           | 0          |
| N. Tune-Hansen  | 38            | 4             | 1             | 0             | 2                 | 1                 | 0                 | 0                 | 40       | 5      | 1           | 0          |
| K. Winkler      | 9             | 0             | 1             | 0             | 1                 | 0                 | 0                 | 0                 | 10       | 0      | 1           | 0          |